# (7485) Changchun
(7485) Changchun est un astéroïde de la ceinture principale.

## Description
(7485) Changchun est un astéroïde de la ceinture principale. Il fut découvert le 4 décembre 1994 à Ayashi par Masahiro Koishikawa. Il présente une orbite caractérisée par un demi-grand axe de 2,86 UA, une excentricité de 0,19 et une inclinaison de 13,3° par rapport à l'écliptique.

## Compléments